# Hexafluorisopropanol
Hexafluorisopropanol oder Hexafluor-2-propanol, abgekürzt HFIP, ist eine organische Verbindung mit der Formel (CF3)2CHOH. Dieser fluorierte Alkohol wird als Lösungsmittel eingesetzt. Die farblose, flüchtige Flüssigkeit ist durch einen starken, stechenden Geruch gekennzeichnet. HFIP ist mischbar mit Wasser, Methanol, 2-Propanol und Hexanen, aber unmischbar mit Acetonitril. Dabei reagiert HFIP in Wasser als schwache Säure, da die elektronenziehenden CF3-Gruppen die Acidität der OH-Gruppe erhöhen.
Hexafluorisopropanol als Lösungsmittel zeichnet sich durch eine hohe Polarität (ENT = 1.07) sowie als starker Wasserstoffbrücken-Donor aus. Es ist dagegen jedoch nur ein schwacher Wasserstoffbrücken-Akzeptor und besitzt eine niedrige Nukleophilie.

## Synthese
Hexafluorisopropanol kann durch Hydrierung von Hexafluoraceton gewonnen werden.
{\displaystyle \mathrm {(CF_{3})_{2}CO+H_{2}\longrightarrow (CF_{3})_{2}CHOH} }

## Verwendung
Hexafluorisopropanol ist ein Speziallösungsmittel für einige polare Polymere und wird für bestimmte organische Synthesen eingesetzt. Mit Hexafluorisopropanol lassen sich auch Kunststoffe lösen, welche in den gängigsten organischen Lösungsmitteln nicht löslich sind. Zu diesen Kunststoffen zählen z. B.: Polyamide, Polyacrylnitrile, Polyacetale, Polyester und Polyketone. Aufgrund seiner Acidität (pKs = 9,3) kann es als Säure in flüchtigen Puffern für Ionenpaar-HPLC - Massenspektrometrie von Nukleinsäuren verwendet werden. Es wurde erfolgreich als Lösemittel für die direkte elektrochemische Synthese von Sulfonamiden aus Arenen (Aromaten) eingesetzt.

## Sicherheit
Hexafluorisopropanol ist eine flüchtige, ätzende Flüssigkeit, die schwere Verätzungen und Atembeschwerden verursachen kann. Bei längerer oder wiederholter Exposition kann Hexafluorisopropanol vermutlich die Fruchtbarkeit beeinträchtigen sowie das Kind im Mutterleib schädigen.

## Umwelt
Die Freisetzung von Hexafluorisopropanol in die Umwelt ist zu vermeiden. Per- und polyfluorierte Alkylverbindungen, sogenannte PFAS, zu denen Hexafluorisopropanol zählt, gelten aufgrund ihrer Fluorierung als in der Natur nicht abbaubare Stoffe. Daher werden sie als langlebige organische Schadstoffe eingeordnet. Bedingt durch die gute Wasserlöslichkeit von Hexafluorisopropanol ist es darüber hinaus sehr mobil. Damit zählt Hexafluorisopropanol als vPvM/PMT-Stoff (sehr persistente, mobile Stoffe, die ggf. ein toxisches Potenzial aufweisen). Als leichtflüchtiger und fluorierter Stoff verstärkt Hexafluorisopropanol die Erderwärmung. Es hat ein Treibhauspotential (GWP, bezogen auf 100 Jahre) von 221, es trägt also so stark zur Erderwärmung bei wie die 221-fache Menge CO2.